# Arcturides cornutus
Arcturides cornutus är en kräftdjursart som först beskrevs av Studer 1882.  Arcturides cornutus ingår i släktet Arcturides och familjen Arcturididae. Inga underarter finns listade i Catalogue of Life.